# Міст СНП
Міст СНП (словац. Most SNP; з 1993 до 2012 — Новий Міст, словац. Novy Most) - вантовий однопілонний автомобільний міст через Дунай в Братиславі. Міст з'єднує два береги Братислави й знаходиться в районах Петржалка і Старе Місто. Також, є найбільшим мостом в Братиславі, а також, єдиним мостом який не має водних опор. З 1993 по 2012 роки, був виключно автомобільним мостом, проте у 2012 році завершилося будівництво другого рівня для велосипедистів і пішоходів. Міст входить до всесвітньої федерації найвищих веж і є єдиним мостом в цієї організації. Крім того, з 2018 року міст є об'єктом культурної й національної спадщини Словаччини.
Довжина основного прольоту моста 303 м, загальна довжина складає 430,8 м, міст володіє шириною у 21 м і вагою в 7537 т. На верхньому рівні розташовані чотири смуги руху для автотранспорту, а на нижньому рівні — смуги для велосипедів і пішоходів. В рік міст відвідують більше ніж 200 000 осіб. А повна назва моста на словацькій мові «Most Slovenského národného povstania».
Головною пам'яткою моста є ресторан розташований на вершині опори на висоті в 95 метрів під назвою «UFO».

## Історія

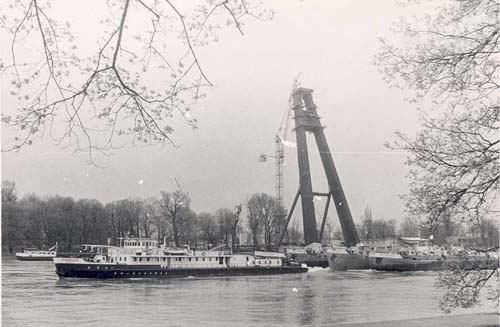
Будівництво пілону мосту

Будівництво моста почалося в 1967 році за проєктом архітекторів Йозефа Лака, Ладислава Кушніра та Івана Сламеша. Інженерами виступили Арпад Тесар і Йозеф Звар. Будівництво завершилося в 1972 році, а урочисте відкриття мосту відбулося 26 серпня 1972 року і було приурочене до 26-ї річниці Словацького національного повстання. На момент відкриття міст входив в четвірку найбільших в світі вантових мостів. Значна частина Старого Міста під Братиславським Градом, яка включала майже весь єврейський квартал, була знесена для будівництва підвідної до мосту дороги. Але при цьому — будівництво моста значно покращило зв'язок між районом Петржалка та іншою частиною міста, а також, покращило розвиток самого району. В тому числі, під час будівництва були вириті частини історичних міських стін. З самої споруди міст називався «Міст СНП» або «Міст Словацького національного повстання», хоча в народі він завжди називався просто «Новий міст». І тому, після здобуття незалежності в 1993 році указом міської ради Братислави друга назва моста стала офіційною, щоб об'єднати його офіційну назва з тою, яка фактично використовувалося більшістю населення. До того ж, на момент перейменування це був другий міст, який був побудований через річку Дунай в Братиславі. Однак з моменту перейменування були побудовані ще три мости, і тому 29 березня 2012 року міська рада Братислави знову проголосувала за перейменування моста, повернувши йому первісну назву.

## Ресторан і оглядовий майданчик

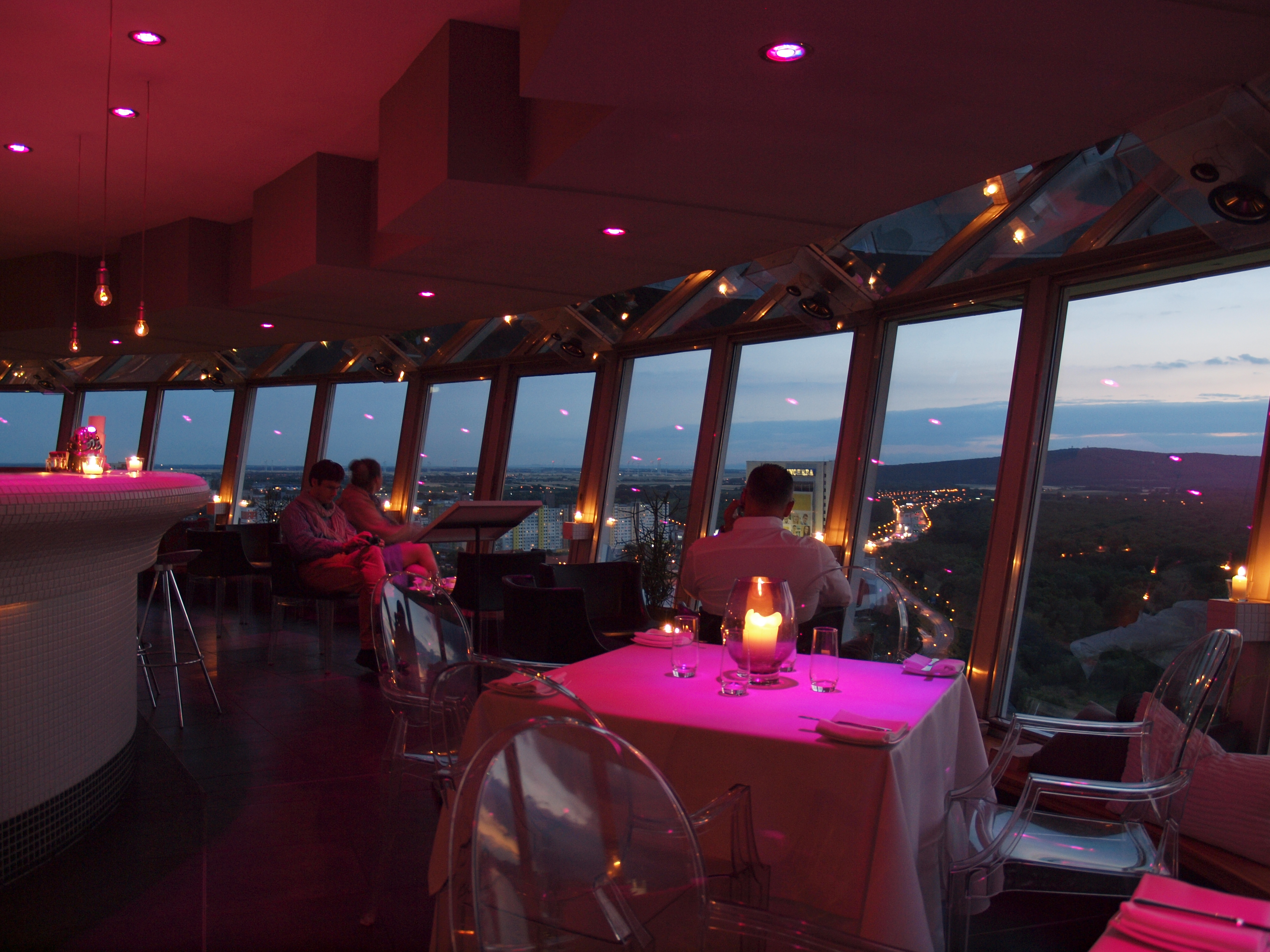
Інтер'єр ресторану «UFO»

Особливою пам'яткою є конструкція у формі летючої тарілки на пілоні моста висотою в 80 м, в якій знаходиться оглядовий майданчик і ресторан, який з 2005 року називається «UFO», раніше ресторан звався «Bystrica». У ресторані подають страви як  традиційної словацької так і інтернаціональної кухні. У 2011 році він отримав нагороду «Ресторан року».

У ресторані, також, є спеціальний оглядовий майданчик який розташовується на висоті 95 м і з якого відкривається панорамний вид на Братиславу, в гарну погоду з оглядового майданчика відкривається вид на довжину до 100 км. До ресторану можна дістатися на ліфті, розташованому в східній колоні мосту. А до самого ліфта можна дістатися по пішохідно-велосипедній частині моста, або за допомогою службових проходів по обидві сторони моста. Крім того, в західній колоні колони знаходиться аварійні сходи з 430 сходинками.

## Опис

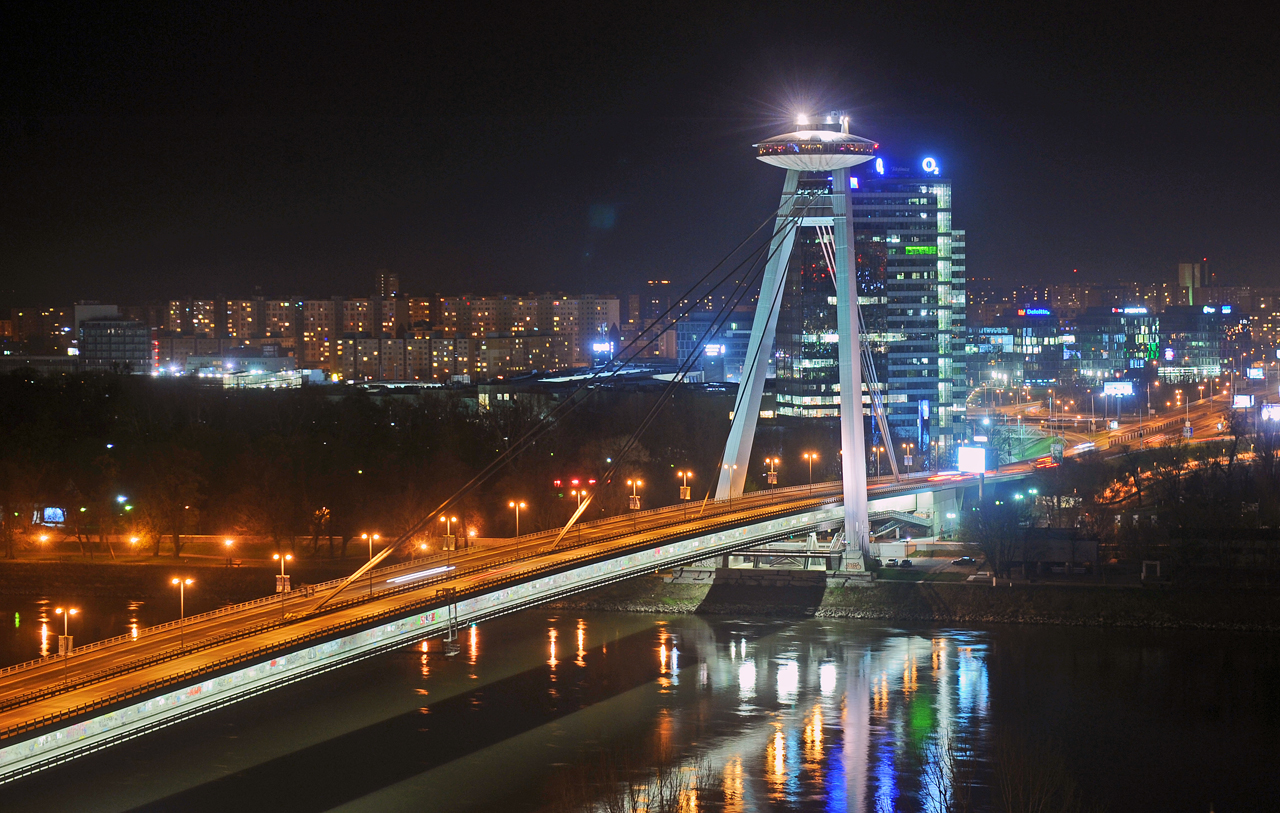
Нічне фото мосту

Міст зроблений зі сталі, має три прогони, один пілон, а також, мост оснащений асиметричною вантовою системою, крім того, в мосту відсутні водні опори. Загальна довжина моста становить 430.8  м, ширина 21  м, висота 95  м, основний проліт 303  м, а вага 7537 т. Міст призначений для руху автотранспорту, велосипедистів і пішоходів. Проїжджа частина мосту шириною 21  м містить дві двосмугові дороги для руху автотранспорту, по обидва боки проїжджої частини з двох смуг по 8.5  м влаштовані тільки службовими проходами. А друга частина моста має тротуари та велодоріжки шириною по 3.2  м. З південного боку міст з'єднується з районом Петржалка. На північній стороні знаходиться перехрестя з переходом в район Старого Міста. Під розв'язкою, яка утворює з'їзд до мосту, а також, там знаходиться автобусна зупинка з трамвайним сполученням.